# Pharacocerus xanthopogon
Pharacocerus xanthopogon là một loài nhện trong họ Salticidae.
Loài này thuộc chi Pharacocerus. Pharacocerus xanthopogon được Eugène Simon miêu tả năm 1903.